# The Life of Chuck
The Life of Chuck ist eine US-amerikanische Tragikomödie von Regisseur Mike Flanagan aus dem Jahr 2024. Es handelt sich um eine Adaption der Kurzgeschichte Chucks Leben aus der Novellensammlung Blutige Nachrichten von Stephen King. In der titelgebenden Hauptrolle ist Tom Hiddleston als Buchhalter Charles „Chuck“ Krantz zu sehen, dessen Lebensgeschichte chronologisch rückwärts erzählt wird.
Der Film feierte im September 2024 beim Toronto International Film Festival seine Premiere, wo er mit dem Publikumspreis ausgezeichnet wurde. Im Anschluss kam The Life of Chuck am 6. Juni in die US-amerikanischen und am 24. Juli 2025 in die deutschen Kinos.

## Handlung

### 3. Akt: Danke, Chuck!
Das Universum steht vor dem Ende. Seit mehreren Monaten erschüttern zahlreiche Naturkatastrophen die Erde: Überschwemmungen haben einen Großteil der weltweiten Nahrungsressourcen zerstört, Tier- und Pflanzenarten sind ausgestorben und Epidemien ausgebrochen. Als das Internet zusammenbricht, öffentliche Infrastruktur einstürzt, das Telekommunikationsnetz eingestellt wird und der Strom ausfällt, sehen sich die verbliebenen Menschen dem Tod gegenüber. Unter ihnen befindet sich auch der Lehrer Marty Anderson, der die letzten Stunden mit seiner Ex-Frau Felicia Gordon verbringen möchte. Diese arbeitete als Krankenschwester und sah sich zuletzt zunehmend mit Suiziden konfrontiert.
Marty macht sich zu Fuß auf den Weg zu Felicia und trifft unterwegs auf den Bestatter Sam Yarborough, der aufgrund seiner meteorologischen Kenntnisse fest davon überzeugt ist, dass für die Ereignisse nicht allein der Klimawandel, sondern eine höhere Macht verantwortlich ist. Beide setzten ihren Weg fort und Marty erreicht schließlich das Haus von Felicia, wo sich beide gemeinsam den Nachthimmel ansehen. Als Sterne und Planeten zu verschwinden beginnen und das Ende gekommen scheint, spricht Marty seiner Ex-Frau seine Liebe aus.
Die Ereignisse scheinen eng mit dem Ableben eines Charles „Chuck“ Krantz verknüpft zu sein, von dem plötzlich in der ganzen Stadt Plakate mit Dankesbotschaften zu sehen waren. Dieser stirbt im Alter von 39 Jahren an den Folgen einer schweren Erkrankung. Im Beisein seiner Frau Ginny und des gemeinsamen Sohnes Brian macht Chuck seinen letzten Atemzug, mit dem das Universum von Marty und Felicia endet.

### 2. Akt: Lang lebe die Straßenmusik
Neun Monate vor seinem Tod besucht Chuck eine Konferenz von Buchhaltern. Seine wenige Freizeit möchte er allerdings nicht mit seinen Arbeitskollegen verbringen, sondern schlendert allein durch die Straßen. Dort sieht er die Straßenmusikerin Taylor, die sich als Schlagzeugerin Geld dazuverdienen möchte. Aus ihm unerklärlichen Gründen fühlt sich Chuck von Taylors Musik angezogen und beginnt zu tanzen. Schon bald fordert er die ihm fremde Janice Halliday auf, mit ihm zu tanzen - kurz nachdem sie von ihrem Freund verlassen wurde.
Durch die Darbietung von Janice und Chuck, der den Tanz zwischenzeitlich wegen Kopfschmerzen unterbrechen musste, verbucht Taylor mehr Einnahmen als je zuvor. Aus Dankbarkeit teilt sie das Geld zwischen allen dreien auf und schlägt vor, künftig als Trio aufzutreten, doch Chuck und Janice lehnen dankend ab. Später trennen sich ihre Wege und Chuck versichert seiner Tanzpartnerin, dass mit ihrem Freund wieder alles in Ordnung kommen wird. Im Anschluss besucht er die Stelle der gemeinsamen Darbietung erneut.

### 1. Akt: Ich enthalte Vielheiten
Nachdem Chucks Eltern bei einem Autounfall ums Leben gekommen sind, als er gerade sieben Jahre alt war, wächst er bei seinen Großeltern Albie und Sarah auf. Während Chuck von seiner Großmutter die Liebe zum Tanz vererbt bekommt, ertränkt sein Großvater seine Trauer in Alkohol. Betrunken erzählt Albie davon, wie er die Geister mehrerer Menschen vor ihrem Tod auf dem Dachboden gesehen hat, weshalb dieser Raum stets verschlossen und für Chuck tabu ist. Als wenig später Sarah unerwartet verstirbt, tritt Chuck ihr zu Ehren dem Tanzklub seiner Schule bei. Sein Großvater Albie hält allerdings nichts von diesem Hobby und verdeutlicht seinem Enkel, dass er viel eher Buchhalter wie er werden müsse, um in der Welt Erfolg zu haben.
Nichtsdestotrotz tanzt Chuck weiter und wird schnell zum Kursbesten. Er freundet sich mit der älteren Schülerin Cat McCoy an, die ihn zu einem Schulball einlädt. Chuck zeigt sich zunächst unsicher und möchte sich nicht vor seinen Mitschülern blamieren, wird von seiner Tanzlehrerin Miss Rohrbacher aber überzeugt. Nach einer mitreißenden Darbietung küsst Cat Chuck, der daraufhin allein über ein Sportfeld tänzelt und feststellt, dass er einen Platz in der Welt hat. In Anlehnung an ein Gedicht von Walt Whitman hatte ihm seine Lehrerin Miss Richards zuvor bereits erklärt, dass er „Vielheiten“ enthalte, sich in seinem Kopf also ein ganzes Universum mit all seinem Wissen und den ihm bekannten Personen – darunter seine Lehrer Marty und Felicia – befindet.
Als Albie einige Jahre später an einem Herzinfarkt stirbt, erbt Chuck seinen gesamten Besitz. Da er in dem Haus, in dem er aufgewachsen ist, bis zum College bleiben möchte, ziehen seine Großeltern mütterlicherseits zu ihm. Chuck – jetzt im Besitz des Schlüssels zum Dachboden – möchte nun herausfinden, was Albie all die Jahre vor ihm versteckt halten wollte. Der Raum erscheint zunächst leer, doch schon bald sieht Chuck eine ältere Version seiner selbst im Sterben liegen. Er entschließt sich dazu, das Leben bis zu diesem Zeitpunkt genießen zu wollen.

## Produktion
The Life of Chuck basiert auf der Kurzgeschichte Chucks Leben aus der Novellensammlung Blutige Nachrichten von Stephen King. Bereits kurz nach der Veröffentlichung im Jahr 2020 bekundete der Filmemacher Mike Flanagan, der zuvor die Stephen-King-Adaptionen Das Spiel (2017) und Doctor Sleeps Erwachen (2019) inszeniert hatte, Interesse an einer Filmadaption des Stoffes. Aufgrund seiner damaligen Arbeit an einer Der-Dunkle-Turm-Serie lehnte King zunächst jedoch ab und vergab die Filmrechte stattdessen an den Regisseur Darren Aronofsky. Als dessen Umsetzung ausblieb, sicherte sich schließlich doch Flanagan im Februar 2023 die Filmrechte und schrieb innerhalb eines Wochenendes einen ersten Drehbuchentwurf. Das Projekt, bei dem Flanagan auch als Regisseur und gemeinsam mit Trevor Macy für Intrepid Pictures als Produzent tätig war, wurde im Mai 2023 auf dem Marché du film internationalen Käufern angeboten. Von der Tonalität her wurde der Film dabei als Mischung aus Stand by Me – Das Geheimnis eines Sommers, Die Verurteilten und The Green Mile beschrieben.
Die titelgebende Hauptrolle des Buchhalters Charles „Chuck“ Krantz wurde mit Tom Hiddleston besetzt, der für den Film in einem sechswöchigen Crashkurs Tänze wie Jazz, Swing, Polka, Samba, Cha-Cha-Cha, Quickstepp und den Moonwalk erlernte. Jüngere Versionen der Figur werden von Benjamin Pajak, Jacob Tremblay und Cody Flanagan verkörpert. Mark Hamill und Mia Sara spielen Chucks Großeltern Albie und Sarah, Molly C. Quinn seine Mutter und Q’orianka Kilcher seine Frau Ginny. In weiteren tragenden Rollen sind Chiwetel Ejiofor als Lehrer Marty Anderson, Karen Gillan als Krankenschwester Felicia Gordon, Carl Lumbly als Bestatter Sam Yarborough, Annalise Basso als Tänzerin Janice Halliday und Taylor Gordon als Schlagzeugerin zu sehen. Nebenrollen übernahmen Matthew Lillard, Kate Siegel, Trinity Bliss, David Dastmalchian, Samantha Sloyan, Rahul Kohli, Violet McGraw und Heather Langenkamp.
Die Dreharbeiten mit Kameramann Eben Bolter begannen am 16. Oktober 2023 in Alabama, wo die Countys Baldwin und Mobile als Kulisse dienten. Die Produktion erfolgte dabei mit einer Sondergenehmigung der streikenden Schauspielergewerkschaft SAG-AFTRA, da der Film unabhängig finanziert wurde. Am 17. November 2023 wurden die Dreharbeiten abgeschlossen. Der episodenhafte Aufbau der Handlung erlaubte es Flanagan, mit verschiedenen Bildformaten und Farbpaletten zu experimentieren. Die Filmmusik komponierten die Newton Brothers.
Die Weltpremiere erfolgte am 6. September 2024 auf dem Toronto International Film Festival. Ein erster Teaser zum Film wurde am 13. März 2025 veröffentlicht; ein Trailer folgte am 15. April 2025. Im Anschluss kam The Life of Chuck am 6. Juni durch Neon in die US-amerikanischen und am 24. Juli 2025 durch Tobis Film in die deutschen Kinos.

## Synchronisation
Die deutschsprachige Synchronisation entstand nach einem Dialogbuch von Eva Schaaf und unter der Dialogregie von Lilli Hoepner bei Neue Tonfilm München.
| Rolle                  | Darsteller            | Synchronsprecher    |
| ---------------------- | --------------------- | ------------------- |
| Erzähler               | Nick Offerman         | Tom Vogt            |
| Charles „Chuck“ Krantz | Tom Hiddleston        | Peter Lontzek       |
| Charles „Chuck“ Krantz | Benjamin Pajak (jung) | Milosch Kopetzki    |
| Marty Anderson         | Chiwetel Ejiofor      | Torben Liebrecht    |
| Felicia Gordon         | Karen Gillan          | Rubina Nath         |
| Janice Halliday        | Annalise Basso        | Magdalena Höfner    |
| Taylor Franck          | Taylor Gordon         | Johanna von Gutzeit |
| Albie Krantz           | Mark Hamill           | Hans-Georg Panczak  |
| Sarah Krantz           | Mia Sara              | Elisabeth Günther   |
| Sam Yarborough         | Carl Lumbly           | Axel Lutter         |
| Gus Wilfong            | Matthew Lillard       | Rainer Fritzsche    |
| Josh                   | David Dastmalchian    | Marius Clarén       |
| Bri                    | Rahul Kohli           | Marcel Collé        |
| Miss Rohrbacher        | Samantha Sloyan       | Anna Grisebach      |
| Miss Richards          | Kate Siegel           | Vanessa Eckart      |
| Cat Mccoy              | Trinity Bliss         | Paulina Rümmelein   |

## Rezeption

### Altersfreigabe
In den Vereinigten Staaten erhielt The Life of Chuck von der MPA aufgrund der Sprache ein R-Rating. In Deutschland vergab die FSK hingegen eine niedrigere Freigabe ab 12 Jahren. In der Begründung heißt es, die Geschichte um existenzielle Fragen wie Leben und Tod sowie Krankheit und Verlust sei differenziert und überwiegend ruhig und dialogorientiert erzählt. Die melancholische Grundstimmung werde dabei durch meist helle, freundliche Bilder und lebensbejahende Botschaften konterkariert. Da düstere Aspekte zumeist verbal verhandelt werden würden, könnten sich Zuschauende ab zwölf Jahren ausreichend distanzieren und das Geschehen durch ausgleichende heitere Szenen einordnen und reflektieren.

### Kritiken
The Life of Chuck konnte 80 % der 223 bei Rotten Tomatoes gelisteten Kritiker überzeugen. Das Fazit lautet, der Film zeige eine süße Seite der tiefen Gefühlswelt von Mike Flanagan und sei eine heitere sowie wunderbare Adaption von Stephen Kings optimistischer Geschichte. Bei Metacritic erhielt The Life of Chuck basierend auf 39 Rezensionen einen Metascore von 67 Punkten.

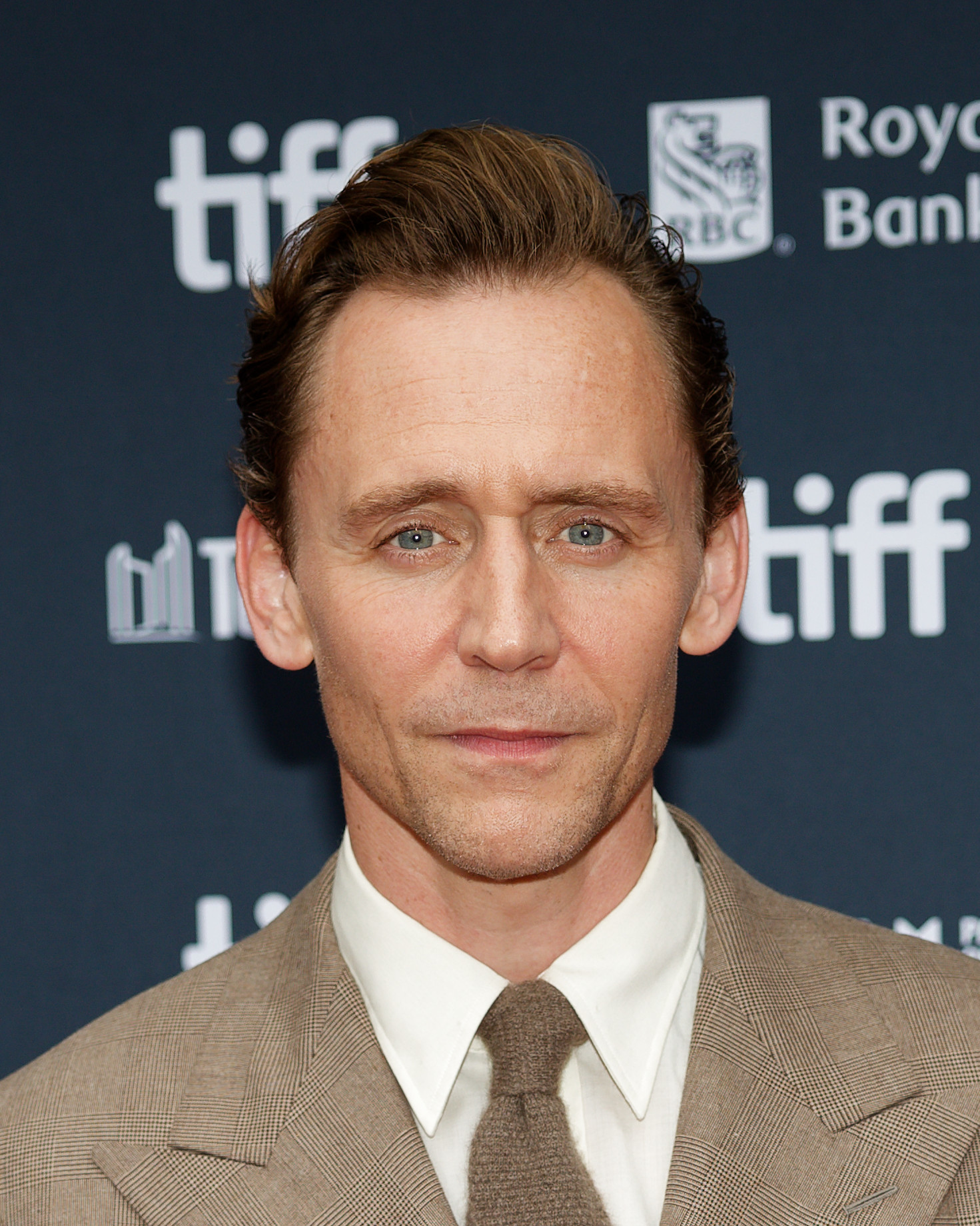
Tom Hiddleston wurde für seine Darbietung als Charles „Chuck“ Krantz oft gelobt.

Matt Zoller Seitz urteilt in seiner Kritik für RogerEbert.com, dass viele Filme kaum eine einzige Perspektive hätten und The Life of Chuck im Vergleich dazu wie ein Prisma wirke, das sich auf mehr als eine Weise interpretieren lasse. Daneben sei die Stephen-King-Adaption auch ein großartiges Beispiel dafür, wie populäres Kino die Lebenserfahrungen eines breiten Querschnitts der Zuschauer ansprechen könne. The Life of Chuck bewege sich zwar auf der Grenze zwischen Vereinfachung und Sentimentalität, überschreite diese aber nicht, sondern lasse das Publikum stattdessen über seine Botschaft diskutieren. Der musikalische Film könne dabei nicht nur durch das verzaubern, was er tue, sondern auch durch die Art und Weise, wie er sich bewege. Trotz der formalen Spielereien fühle sich The Life of Chuck warm und einladend an, wobei alle Darstellenden einen bleibenden Eindruck hinterlassen könnten, auch wenn sie jeweils nur in einer einzigen Szene zu sehen seien. Tom Hiddleston verleihe seiner Erscheinung so eine würdevolle Tragik, die durch seine Zurückhaltung umso kraftvoller werde.
Als feierliche „Ode an das Leben“, die sentimental und trotzdem lebensbejahend sei, wird The Life of Chuck von Anna Wollner vom NDR beschrieben. Mystik werde dabei mit existenziellen Fragen verbunden, auf die Antworten in der Melancholie des menschlichen Daseins gefunden werden würden. Die vermittelte Botschaft sei einfach: Tanze ausgelassen, als gäbe es kein Morgen. Ähnliche Worte findet auch Maria Wiesner von der FAZ, für die The Life of Chuck einiges furchtbar Wahres über Verlust und Tod erzähle, aber auch, dass man tanzen solle, wann immer es geht. Mike Flanagan bleibe inhaltlich der literarischen Vorlage treu, umgeht aber übliche Probleme von Filmadaptionen, „in einem anderen Medium zu Kitsch zu zerkrümeln“. Dies gelinge dem Regisseur, indem er den „adoleszenten Gefühlsüberschwang“ umarme und ganze Buchpassagen von Nick Offerman vorlesen lasse. Der letzte Akt sei dabei die stärkste Geschichte, doch für den als Scharnier fungierenden Mittelpart mit tanzfilmwürdigen Choreografien hätte man keinen besseren Schauspieler als Tom Hiddleston finden können.
Anke Sterneborg von epd Film beschreibt The Life of Chuck als Mischung aus zugleich rätselhaftem, fiktivem Biopic, Feelgood-Katastrophenfilm, Coming-of-Age-Erzählung, melancholischer Liebesgeschichte und magischem Musical. In diesen vielleicht nicht immer ganz schlüssig ausbalancierten Momenten gehe es weniger um die Thrills der Endzeit-Ereignisse, als vielmehr darum, was sie für die Menschen bedeuten würden. So gebe es zwar übersinnliche Aspekte, doch The Life of Chuck verfolge auf eine seltsam unaufgeregte Weise einen eher lebensphilosophischen Ansatz. Den magischen Kern des Films bilde eine Tanzszene von Tom Hiddleston, in der er es mühelos mit den größten Musicalmomenten von Fred Astaire aufnehmen könne und alle verpassten Chancen eines Lebens in einen einzigen euphorisierenden Moment fließen würden.
Kritischere Worte findet Michael Rechtshaffen vom Hollywood Reporter, für den The Life of Chuck ein durchaus unterhaltsamer Film sei, allerdings nie ganz seinen Rhythmus finden könne. Flanagan schaffe es anfangs zwar, eine wirkungsvolle, von Angst geprägte Atmosphäre gepaart mit einem Hauch von Satire zu erschaffen, doch mit der Zeit verwässere die düster-faszinierende Prämisse zunehmend. Je mehr Geheimnisse dabei aufgedeckt werden würden, desto weniger bleibe von der Besonderheit des Films zurück. Ähnlich sieht es Siddhant Adlakha von Variety, für den der Wechsel zwischen melancholischem Mystery und Coming-of-Age-Erzählung nur bis zu einem gewissen Punkt funktioniere. Die Tanzszenen voller Energie und Positivität seien zwar unglaublich gut inszeniert, doch zum Ende hin verliere The Life of Chuck seinen Schwung und verdränge mit zahlreichen Enthüllungen zunehmend die übergeordneten Themen des Films.

### Einspielergebnis
In den Vereinigten Staaten blieb The Life of Chuck nach einem zunächst limitierten Kinostart mit Einnahmen von rund zwei Millionen US-Dollar am zweiten Wochenende deutlich hinter den Erwartungen zurück. Mit einem weltweiten Einspielergebnis von nur 11,5 Millionen US-Dollar gilt der Film sogar als finanzieller Kinoflop. Als Gründe für den Misserfolg wurden insbesondere der falsche Veröffentlichungszeitraum zwischen Blockbustern wie Mission: Impossible – The Final Reckoning und Jurassic World: Die Wiedergeburt sowie die nicht aussagekräftige Marketingkampagne ausgemacht. Dabei wurde konstatiert, dass The Life of Chuck nach seinem Gewinn des Publikumspreises beim Toronto International Film Festival durchaus Momentum und Aufmerksamkeit gehabt habe, beides während der fast zehnmonatigen Wartezeit bis zur Veröffentlichung aber wieder verflogen sei. In Deutschland verzeichnete der Film 137.599 Kinobesucher.

### Auszeichnungen
Toronto International Film Festival 2024
- Auszeichnung mit dem Publikumspreis[31]